# 4 Heures de Spa FIA GT 1997
Navigation
Édition précédente

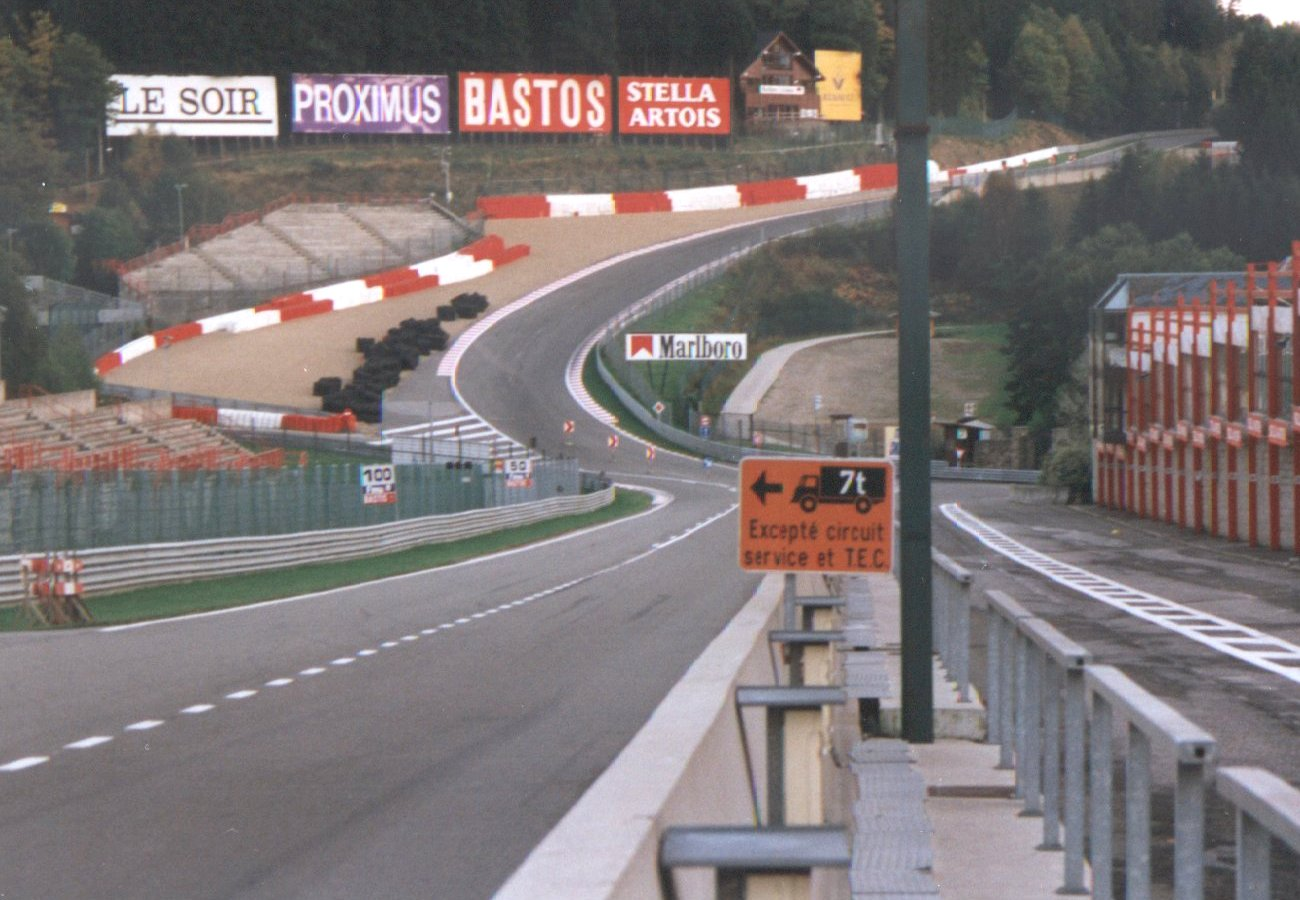
Raidillon de l'Eau Rouge du circuit de Spa Francorchamps en 1997.

Les 4 Heures de Spa 1997 FIA GT, disputées le 20 juillet 1997 sur le circuit de Spa-Francorchamps, sont la cinquième manche du championnat FIA GT 1997.

## Course

### Classement de la course
Classement à l'issue de la course (vainqueurs de catégorie en gras), :
| Pos.   | Catégorie | N° | Écurie                                  | Pilotes                                                  | Châssis                      | Pneus | Tours |
| Pos.   | Catégorie | N° | Écurie                                  | Pilotes                                                  | Moteur                       | Pneus | Tours |
| ------ | --------- | -- | --------------------------------------- | -------------------------------------------------------- | ---------------------------- | ----- | ----- |
| 1      | GT1       | 8  | BMW Motorsport Schnitzer Motorsport     | JJ Lehto Steve Soper                                     | McLaren F1 GTR               | M     | 101   |
| 1      | GT1       | 8  | BMW Motorsport Schnitzer Motorsport     | JJ Lehto Steve Soper                                     | BMW S70 6.0L V12             | M     | 101   |
| 2      | GT1       | 11 | AMG-Mercedes                            | Bernd Schneider Alexander Wurz                           | Mercedes-Benz CLK GTR        | B     | 101   |
| 2      | GT1       | 11 | AMG-Mercedes                            | Bernd Schneider Alexander Wurz                           | Mercedes-Benz LS600 6.0L V12 | B     | 101   |
| 3      | GT1       | 7  | Porsche AG                              | Bob Wollek Yannick Dalmas                                | Porsche 911 GT1 Evo          | M     | 99    |
| 3      | GT1       | 7  | Porsche AG                              | Bob Wollek Yannick Dalmas                                | Porsche 3.2L Turbo Flat-6    | M     | 99    |
| 4      | GT1       | 9  | BMW Motorsport Schnitzer Motorsport     | Peter Kox Roberto Ravaglia                               | McLaren F1 GTR               | M     | 99    |
| 4      | GT1       | 9  | BMW Motorsport Schnitzer Motorsport     | Peter Kox Roberto Ravaglia                               | BMW S70 6.0L V12             | M     | 99    |
| 5      | GT1       | 12 | AMG-Mercedes                            | Klaus Ludwig Ralf Schumacher                             | Mercedes-Benz CLK GTR        | B     | 99    |
| 5      | GT1       | 12 | AMG-Mercedes                            | Klaus Ludwig Ralf Schumacher                             | Mercedes-Benz LS600 6.0L V12 | B     | 99    |
| 6      | GT1       | 27 | Parabolica Motorsport                   | Gary Ayles Chris Goodwin                                 | McLaren F1 GTR               | M     | 98    |
| 6      | GT1       | 27 | Parabolica Motorsport                   | Gary Ayles Chris Goodwin                                 | BMW S70 6.0L V12             | M     | 98    |
| 7      | GT1       | 16 | Roock Racing                            | Ralf Kelleners Stéphane Ortelli Pedro Chaves             | Porsche 911 GT1              | M     | 98    |
| 7      | GT1       | 16 | Roock Racing                            | Ralf Kelleners Stéphane Ortelli Pedro Chaves             | Porsche 3.2L Turbo Flat-6    | M     | 98    |
| 8      | GT1       | 13 | GT1 Racing Franck Muller                | Fabien Giroix Jean-Denis Delétraz                        | Lotus Elise GT1              | P     | 96    |
| 8      | GT1       | 13 | GT1 Racing Franck Muller                | Fabien Giroix Jean-Denis Delétraz                        | Chevrolet LT5 6.0L V8        | P     | 96    |
| 9      | GT1       | 4  | David Price Racing                      | Andy Wallace James Weaver                                | Panoz Esperante GTR-1        | G     | 96    |
| 9      | GT1       | 4  | David Price Racing                      | Andy Wallace James Weaver                                | Ford (Roush) 6.0L V8         | G     | 96    |
| 10     | GT1       | 22 | BMS Scuderia Italia                     | Christian Pescatori Pierluigi Martini                    | Porsche 911 GT1              | P     | 94    |
| 10     | GT1       | 22 | BMS Scuderia Italia                     | Christian Pescatori Pierluigi Martini                    | Porsche 3.2L Turbo Flat-6    | P     | 94    |
| 11     | GT2       | 52 | Viper Team Oreca                        | Justin Bell Marc Duez                                    | Chrysler Viper GTS-R         | M     | 93    |
| 11     | GT2       | 52 | Viper Team Oreca                        | Justin Bell Marc Duez                                    | Chrysler 8.0L V10            | M     | 93    |
| 12     | GT2       | 51 | Viper Team Oreca                        | Olivier Beretta Philippe Gache                           | Chrysler Viper GTS-R         | M     | 92    |
| 12     | GT2       | 51 | Viper Team Oreca                        | Olivier Beretta Philippe Gache                           | Chrysler 8.0L V10            | M     | 92    |
| 13     | GT2       | 59 | Marcos Racing International             | Cor Euser Harald Becker                                  | Marcos LM600                 | D     | 92    |
| 13     | GT2       | 59 | Marcos Racing International             | Cor Euser Harald Becker                                  | Chevrolet 5.9L V8            | D     | 92    |
| 14     | GT2       | 75 | G-Force Strandell                       | Geoff Lister John Greasley Magnus Wallinder              | Porsche 911 GT2              | D     | 90    |
| 14     | GT2       | 75 | G-Force Strandell                       | Geoff Lister John Greasley Magnus Wallinder              | Porsche 3.6L Turbo Flat-6    | D     | 90    |
| 15     | GT2       | 50 | Agusta Racing Team                      | Rocky Agusta Michel Neugarten Bernard de Dryver          | Porsche 911 GT2              | D     | 89    |
| 15     | GT2       | 50 | Agusta Racing Team                      | Rocky Agusta Michel Neugarten Bernard de Dryver          | Porsche 3.6L Turbo Flat-6    | D     | 89    |
| 16     | GT2       | 56 | Roock Racing                            | Claudia Hürtgen Bruno Eichmann Ni Amorim                 | Porsche 911 GT2              | M     | 89    |
| 16     | GT2       | 56 | Roock Racing                            | Claudia Hürtgen Bruno Eichmann Ni Amorim                 | Porsche 3.6L Turbo Flat-6    | M     | 89    |
| 17     | GT1       | 10 | AMG-Mercedes                            | Marcel Tiemann Alessandro Nannini                        | Mercedes-Benz CLK GTR        | B     | 89    |
| 17     | GT1       | 10 | AMG-Mercedes                            | Marcel Tiemann Alessandro Nannini                        | Mercedes-Benz LS600 6.0L V12 | B     | 89    |
| 18     | GT2       | 66 | Konrad Motorsport                       | Franz Konrad Toni Seiler Gerd Ruch                       | Porsche 911 GT2              | P     | 89    |
| 18     | GT2       | 66 | Konrad Motorsport                       | Franz Konrad Toni Seiler Gerd Ruch                       | Porsche 3.6L Turbo Flat-6    | P     | 89    |
| 19     | GT2       | 57 | Roock Racing                            | Stéphane Ortelli François Lafon Jean-Marc Smadja         | Porsche 911 GT2              | M     | 89    |
| 19     | GT2       | 57 | Roock Racing                            | Stéphane Ortelli François Lafon Jean-Marc Smadja         | Porsche 3.6L Turbo Flat-6    | M     | 89    |
| 20     | GT2       | 65 | RWS                                     | Luca Riccitelli Raffaele Sangiuolo Benno Rottenfusser    | Porsche 911 GT2              | ?     | 88    |
| 20     | GT2       | 65 | RWS                                     | Luca Riccitelli Raffaele Sangiuolo Benno Rottenfusser    | Porsche 3.6L Turbo Flat-6    | ?     | 88    |
| 21     | GT2       | 71 | GT Racing Team                          | Luca Drudi Luigino Pagotto                               | Porsche 911 GT2              | ?     | 88    |
| 21     | GT2       | 71 | GT Racing Team                          | Luca Drudi Luigino Pagotto                               | Porsche 3.6L Turbo Flat-6    | ?     | 88    |
| 22     | GT1       | 25 | BBA Compétition                         | David Velay Jean-Luc Maury-Laribière Bernard Chauvin     | McLaren F1 GTR               | D     | 87    |
| 22     | GT1       | 25 | BBA Compétition                         | David Velay Jean-Luc Maury-Laribière Bernard Chauvin     | BMW S70 6.1L V12             | D     | 87    |
| 23     | GT2       | 70 | Dellenbach Motorsport                   | Güther Blieninger Wolfgang Treml Klaus Horn              | Porsche 911 GT2              | D     | 87    |
| 23     | GT2       | 70 | Dellenbach Motorsport                   | Güther Blieninger Wolfgang Treml Klaus Horn              | Porsche 3.6L Turbo Flat-6    | D     | 87    |
| 24     | GT2       | 53 | Chamberlain Engineering                 | Tim O'Kennedy Hans Hugenholtz                            | Chrysler Viper GTS-R         | G     | 87    |
| 24     | GT2       | 53 | Chamberlain Engineering                 | Tim O'Kennedy Hans Hugenholtz                            | Chrysler 8.0L V10            | G     | 87    |
| 25     | GT2       | 77 | Saleen-Allen Speedlab Cirtek Motorsport | James Kaye Peter Owen Guy Smith                          | Saleen Mustang RRR           | D     | 86    |
| 25     | GT2       | 77 | Saleen-Allen Speedlab Cirtek Motorsport | James Kaye Peter Owen Guy Smith                          | Ford 5.9L V8                 | D     | 86    |
| 26     | GT2       | 58 | Estoril Racing                          | Michel Monteiro Manuel Monteiro                          | Porsche 911 GT2              | ?     | 86    |
| 26     | GT2       | 58 | Estoril Racing                          | Michel Monteiro Manuel Monteiro                          | Porsche 3.6L Turbo Flat-6    | ?     | 86    |
| 27     | GT2       | 63 | Krauss Motorsport                       | Michael Trunk Bernhard Müller                            | Porsche 911 GT2              | P     | 86    |
| 27     | GT2       | 63 | Krauss Motorsport                       | Michael Trunk Bernhard Müller                            | Porsche 3.6L Turbo Flat-6    | P     | 86    |
| 28     | GT2       | 62 | Stadler Motorsport                      | Denis Lay Uwe Sick Axel Röhr                             | Porsche 911 GT2              | P     | 86    |
| 28     | GT2       | 62 | Stadler Motorsport                      | Denis Lay Uwe Sick Axel Röhr                             | Porsche 3.6L Turbo Flat-6    | P     | 86    |
| 29     | GT1       | 31 | Augustin Motorsport                     | Hans-Jörg Hofer Stefano Buttiero Horst Felbermayr        | Porsche 911 GT2 Evo          | G     | 86    |
| 29     | GT1       | 31 | Augustin Motorsport                     | Hans-Jörg Hofer Stefano Buttiero Horst Felbermayr        | Porsche 3.6L Turbo Flat-6    | G     | 86    |
| 30     | GT2       | 69 | Proton Motorsport                       | Gerold Ried Patrick Vuillaume                            | Porsche 911 GT2              | P     | 85    |
| 30     | GT2       | 69 | Proton Motorsport                       | Gerold Ried Patrick Vuillaume                            | Porsche 3.6L Turbo Flat-6    | P     | 85    |
| 31 DNF | GT1       | 15 | First Racing Project Lotus Racing       | Ratanakul Prutirat Jérôme Policand                       | Lotus Elise GT1              | P     | 63    |
| 31 DNF | GT1       | 15 | First Racing Project Lotus Racing       | Ratanakul Prutirat Jérôme Policand                       | Chevrolet LT5 6.0L V8        | P     | 63    |
| 32 DNF | GT2       | 68 | Rennsport Italia                        | Angelo Zadra Leonardo Maddalena Renato Mastropietro (en) | Porsche 911 GT2              | ?     | 46    |
| 32 DNF | GT2       | 68 | Rennsport Italia                        | Angelo Zadra Leonardo Maddalena Renato Mastropietro (en) | Porsche 3.6L Turbo Flat-6    | ?     | 46    |
| 33 DNF | GT1       | 17 | JB Racing                               | Jürgen von Gartzen Emmanuel Collard                      | Porsche 911 GT1              | M     | 45    |
| 33 DNF | GT1       | 17 | JB Racing                               | Jürgen von Gartzen Emmanuel Collard                      | Porsche 3.2L Turbo Flat-6    | M     | 45    |
| 34 DNF | GT2       | 80 | Morgan Motor Company                    | Charles Morgan William Wykeham                           | Morgan Plus 8 GTR            | D     | 42    |
| 34 DNF | GT2       | 80 | Morgan Motor Company                    | Charles Morgan William Wykeham                           | Rover 3.9L V8                | D     | 42    |
| 35 DNF | GT2       | 78 | Saleen-Allen Speedlab Cirtek Motorsport | Allen Lloyd Thomas Erdos                                 | Saleen Mustang RRR           | D     | 37    |
| 35 DNF | GT2       | 78 | Saleen-Allen Speedlab Cirtek Motorsport | Allen Lloyd Thomas Erdos                                 | Ford 5.9L V8                 | D     | 37    |
| 36 DNF | GT2       | 67 | Konrad Motorsport                       | Marco Spinelli Kelly Collins Barry Waddell               | Porsche 911 GT2              | P     | 36    |
| 36 DNF | GT2       | 67 | Konrad Motorsport                       | Marco Spinelli Kelly Collins Barry Waddell               | Porsche 3.6L Turbo Flat-6    | P     | 36    |
| 37 DNF | GT1       | 21 | Kremer Racing                           | Christophe Bouchut Carl Rosenblad                        | Porsche 911 GT1              | G     | 27    |
| 37 DNF | GT1       | 21 | Kremer Racing                           | Christophe Bouchut Carl Rosenblad                        | Porsche 3.2L Turbo Flat-6    | G     | 27    |
| 38 DNF | GT2       | 55 | Augustin Motorsport                     | Manfred Jurasz Helmut Reis Wido Rössler                  | Porsche 911 GT2              | G     | 23    |
| 38 DNF | GT2       | 55 | Augustin Motorsport                     | Manfred Jurasz Helmut Reis Wido Rössler                  | Porsche 3.6L Turbo Flat-6    | G     | 23    |
| 39 DNF | GT1       | 19 | Martin Veyhle Racing (MVR)              | Alexander Grau Kurt Thiim                                | Lotus Elise GT1              | ?     | 22    |
| 39 DNF | GT1       | 19 | Martin Veyhle Racing (MVR)              | Alexander Grau Kurt Thiim                                | Lotus 3.5L Turbo V8          | ?     | 22    |
| 40 DNF | GT1       | 14 | GT1 Racing Franck Muller                | Jan Lammers Mike Hezemans                                | Lotus Elise GT1              | P     | 20    |
| 40 DNF | GT1       | 14 | GT1 Racing Franck Muller                | Jan Lammers Mike Hezemans                                | Chevrolet LT5 6.0L V8        | P     | 20    |
| 41 DNF | GT1       | 20 | DAMS Panoz                              | Éric Bernard Franck Lagorce                              | Panoz Esperante GTR-1        | M     | 11    |
| 41 DNF | GT1       | 20 | DAMS Panoz                              | Éric Bernard Franck Lagorce                              | Ford (Roush) 6.0L V8         | M     | 11    |
| 42 DNF | GT1       | 6  | Porsche AG                              | Hans-Joachim Stuck Thierry Boutsen                       | Porsche 911 GT1 Evo          | M     | 10    |
| 42 DNF | GT1       | 6  | Porsche AG                              | Hans-Joachim Stuck Thierry Boutsen                       | Porsche 3.2L Turbo Flat-6    | M     | 10    |
| 43 DNF | GT1       | 26 | Konrad Motorsport                       | Mauro Baldi Max Angelelli                                | Porsche 911 GT1              | P     | 3     |
| 43 DNF | GT1       | 26 | Konrad Motorsport                       | Mauro Baldi Max Angelelli                                | Porsche 3.2L Turbo Flat-6    | P     | 3     |
| 44 DNF | GT1       | 1  | Gulf Team Davidoff GTC Racing           | Andrew Gilbert-Scott Anders Olofsson                     | McLaren F1 GTR               | M     | 0     |
| 44 DNF | GT1       | 1  | Gulf Team Davidoff GTC Racing           | Andrew Gilbert-Scott Anders Olofsson                     | BMW S70 6.0L V12             | M     | 0     |
| 45 DNF | GT1       | 2  | Gulf Team Davidoff GTC Racing           | John Nielsen Thomas Bscher                               | McLaren F1 GTR               | M     | 0     |
| 45 DNF | GT1       | 2  | Gulf Team Davidoff GTC Racing           | John Nielsen Thomas Bscher                               | BMW S70 6.0L V12             | M     | 0     |
| 46 DNF | GT1       | 3  | Gulf Team Davidoff GTC Racing           | Jean-Marc Gounon Pierre-Henri Raphanel                   | McLaren F1 GTR               | M     | 0     |
| 46 DNF | GT1       | 3  | Gulf Team Davidoff GTC Racing           | Jean-Marc Gounon Pierre-Henri Raphanel                   | BMW S70 6.0L V12             | M     | 0     |
| DNS    | GT1       | 5  | David Price Racing                      | David Brabham Perry McCarthy                             | Panoz Esperante GTR-1        | G     | –     |
| DNS    | GT1       | 5  | David Price Racing                      | David Brabham Perry McCarthy                             | Ford (Roush) 6.0L V8         | G     | –     |